# San Gregorio Magno al Celio
San Gregorio Magno al Celio, também conhecida como San Gregorio al Celio ou simplesmente como San Gregorio, é uma igreja localizada no rione Célio de Roma, em frente ao Palatino.
O atual cardeal-presbítero do título dos Santos André e Gregório no Monte Celio é Francesco Montenegro, arcebispo de Agrigento.

## História

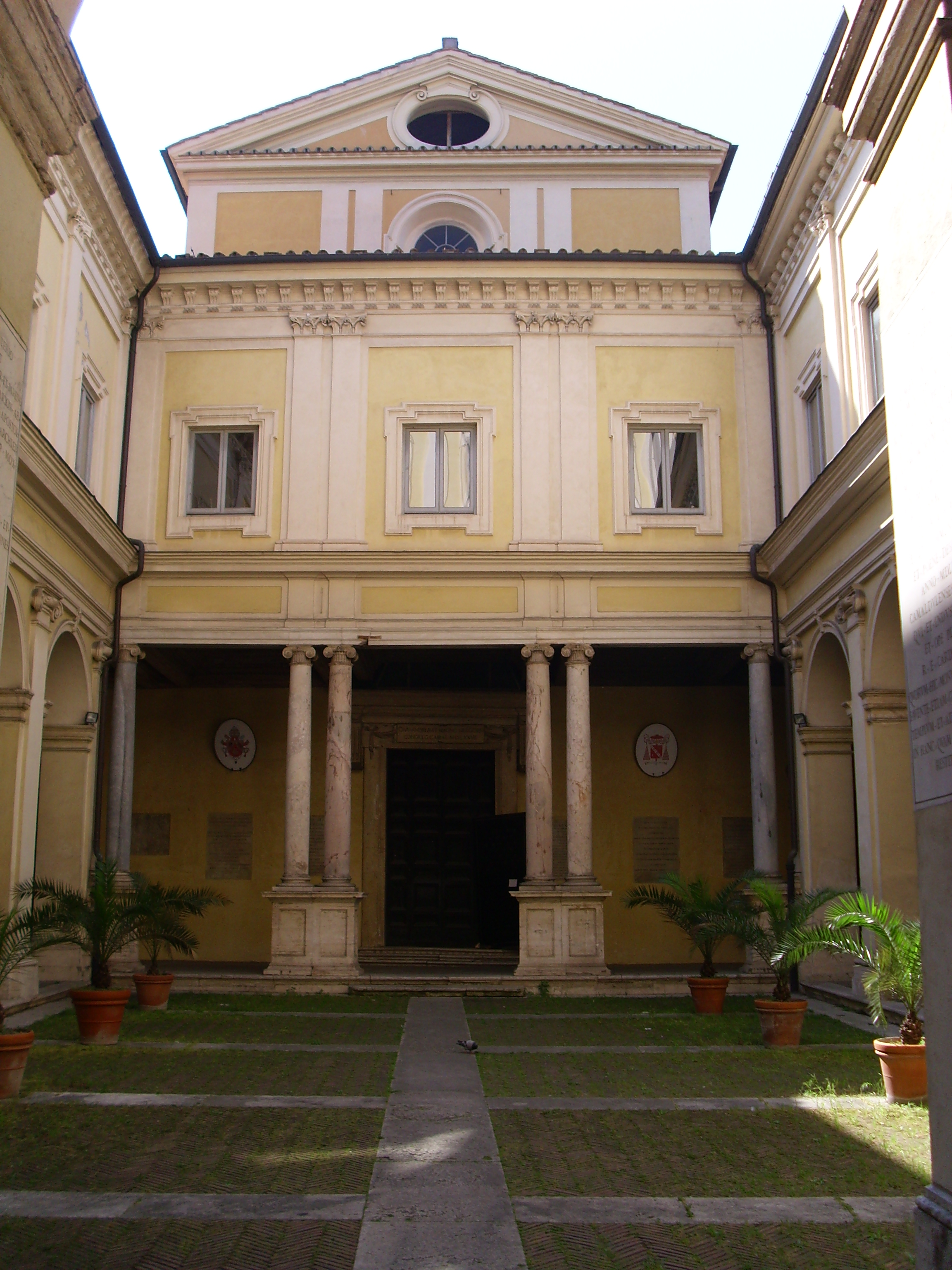
Pórtico ao final do pátio interior

A igreja iniciou como uma simples capela anexa a uma villa romana suburbana do Papa Gregório I, que converteu a vila em um mosteiro entre 575 e 580 d.C. Santo Agostinho de Cantuária foi um prior antes de partir com a Missão gregoriana aos anglo-saxões cinco anos depois. A comunidade era dedicada a Santo André e manteve esta dedicação nos documentos da Alta Idade Média, mudando após o ano 1000 para São Gregório, em homenagem ao papa fundador.
Em 1573, a então abandonada igreja e o pequeno mosteiro junto a ela, ambos no isolado monte, passaram para as mãos dos camaldulenses. O atual edifício foi reconstruído no local a partir de um projeto de Giovanni Battista Soria em 1629-1633, patrocinado pelo cardeal Scipione Borghese. A obra foi suspensa quando ele morreu e reiniciada em 1642, com a decoração interior provida por Francesco Ferrari (1725–1734).

## Igreja

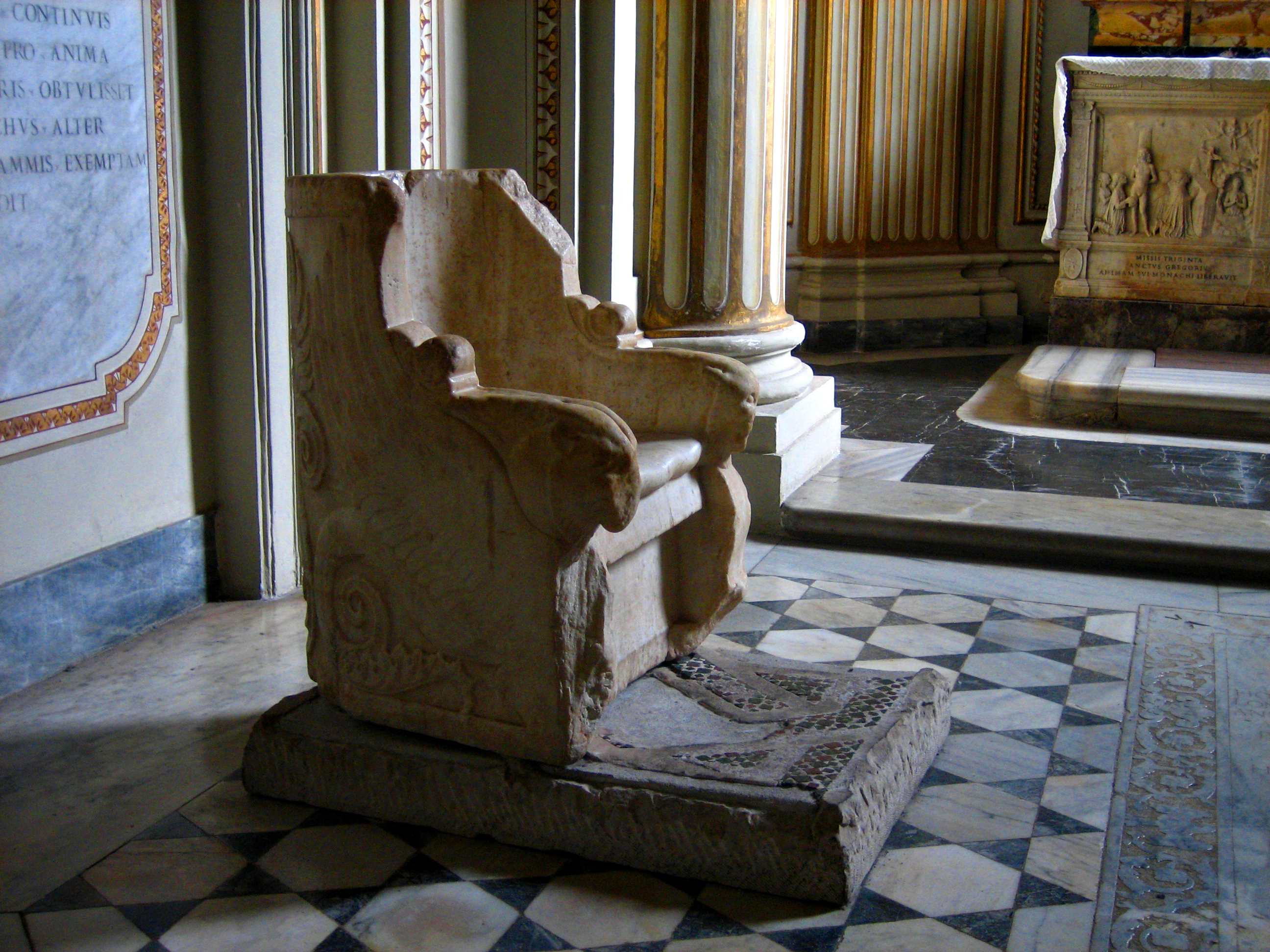
Trono de São Gregório

De fronte à igreja está uma larga escadaria, que sobe a partir da Via di San Gregorio, a rua que separa o Monte Célio do Palatino. A fachada, a mais importante e artisticamente relevante obra de Giovanni Battista Soria (1629–33), lembra, no estilo e no material utilizado (travertino), a de San Luigi dei Francesi. Não é, porém a fachada da igreja, mas sim a entrada para um pátio interno ou peristilo, através do qual, ao fundo, se alcança a entrada da igreja, através de um pórtico que contém alguns túmulos, entre os quais estava o do famoso cortesão Imperia, amante do rico banqueiro Agostino Chigi (1511), que foi posteriormente adaptado para servir de túmulo para um clérigo do século XVII. Uma inscrição latina comemorando o acadêmico grego e embaixador da corte da rainha Maria, Sir Edwaerd Carne, está ali também. A cathedra de mármore associada com Gregório, o Grande, está preservada na stanza di S. Gregorio na igreja[nota a]. A autora Gisela Richter sugere que este trono, assim como três outros muito similares atualmente no Isabella Stewart Gardner Museum, em Boston, em Berlim e no Museu da Acrópole são réplicas de um original helênico perdido.
A igreja segue o típico padrão das antigas basílicas, uma nave separada de dois corredores laterais por uma fileira de dezesseis colunas antigas, com pilastras. Outras colunas antigas foram reutilizadas: quatro sustentam o pórtico à esquerda da nave que leva ao antigo cemitério beneditino, e quatro outras foram reutilizadas por Flaminio Ponzio (1607) para sustentar a pérgula da capela central de frente para o cemitério no lado oposto e que ainda é dedicado a Santo André.

## Decoração
A decoração inclui estuques de Francesco Ferrari (circa 1725) e um piso cosmatesco. A altar principal está decorado com a Madonna com os Santos André e Gregório (1734), de Antonio Balestra. O segundo altar, à esquerda, tem uma Madonna e os Santos (1739) de Pompeo Batoni. Ao final da nave, o altar de São Gregório Magno tem três belos relevos do final do século XV de Luigi Capponi. Também de interesse é a Capela Salviati, desenhada por Francesco da Volterra e executada por Carlo Maderno em 1600: ela inclui um antigo afresco que, de acordo com a tradição, falou com São Gregório, e um altar de mármore (1469) de Andrea Bregno e seus pupilos. A capela é atualmente utilizada pela comunidade romena de Roma, que segue o rito bizantino.

## Oratórios

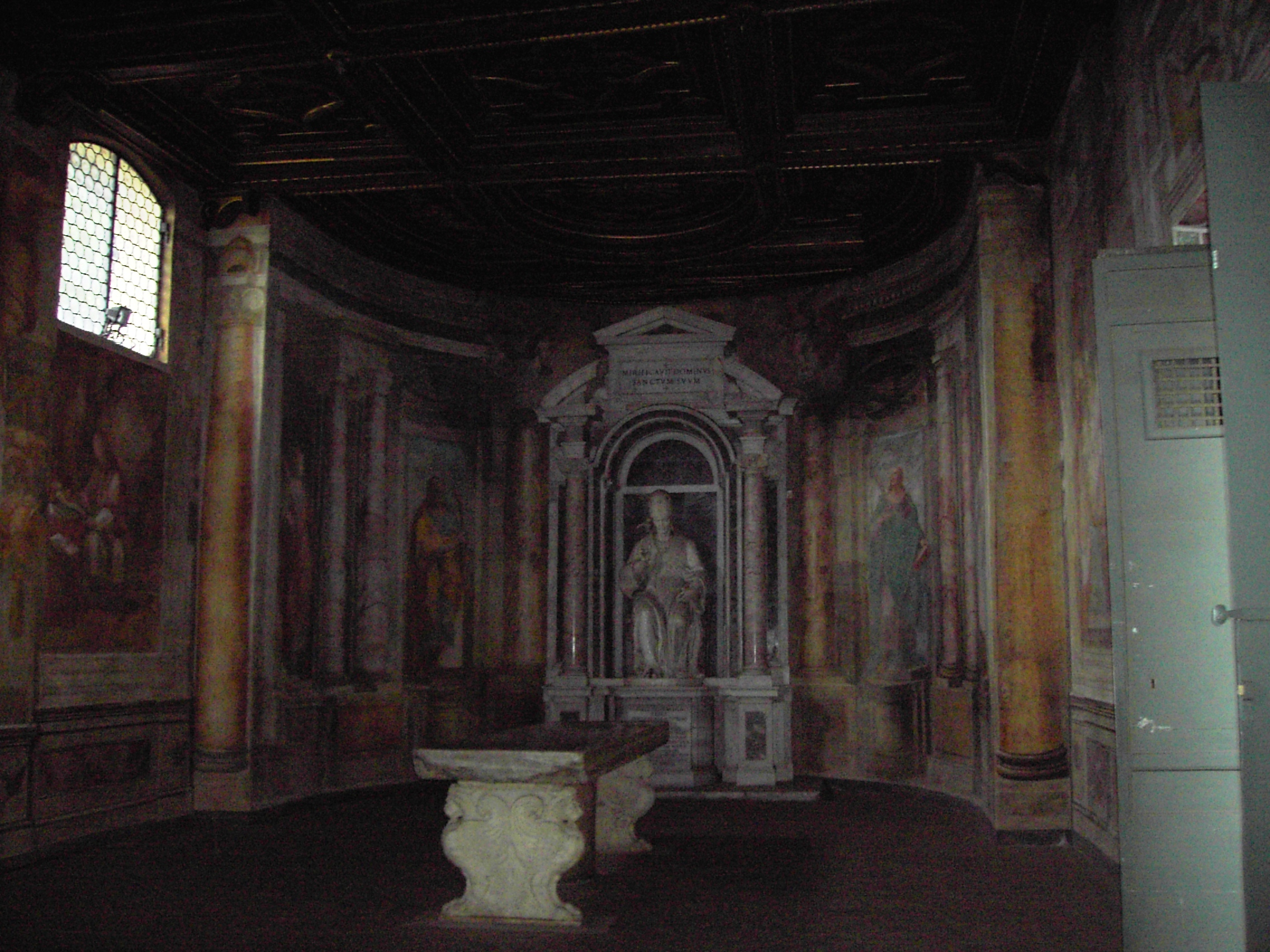
"Triclínio dos pobres", no Oratório de Santa Bárbara.

A esquerda da igreja, agrupados junto ao jardim, estão três oratórios patrocinados pelo cardeal Cesare Baronio no início do século XVII para comemorar o mosteiro original de Gregório.

### Oratório de Santo André
O oratório central abriga os afrescos Flagelação de Santo André de Domenichino, Santo André trazido ao templo e São Pedro e São Paulo, de Reni. Uma Virgem com os santos André e Gregório por Cristoforo Roncalli, il Pomarancio e, finalmente, Santa Sílvia e São Gregório, por Giovanni Lanfranco.

### Oratório de Santa Sílvia
O oratório da direita do observador é dedicado a Santa Sílvia, a mãe de Gregório, e está localizado, provavelmente, sobre a sua tumba. Este oratório abriga os afrescos Concerto de Anjos, por Reni, e David e Isaías, por Sisto Badalocchio.

### Oratório de Santa Bárbara
Este oratório, com afrescos por Antonio Viviani (1602), representa a reconstrução, pelo cardeal Barônio, do famoso triclínio, no qual Gregório realizava banquetes para os pobres de Roma. Na enorme mesa de mármore - retirado de antigas fundações romanas - João, o Diácono relata que um anjo teria se juntado a doze pobres que se juntaram para gozar da benevolência de Gregório.

## Restos romanos
No terreno do mosteiro anexo foi descoberta a Afrodite de Menofanto, uma Vênus em mármore do período greco-romano, do tipo Vênus Capitolina, atualmente no Museo Nazionale Romano.